# Лендер, Франц Францевич

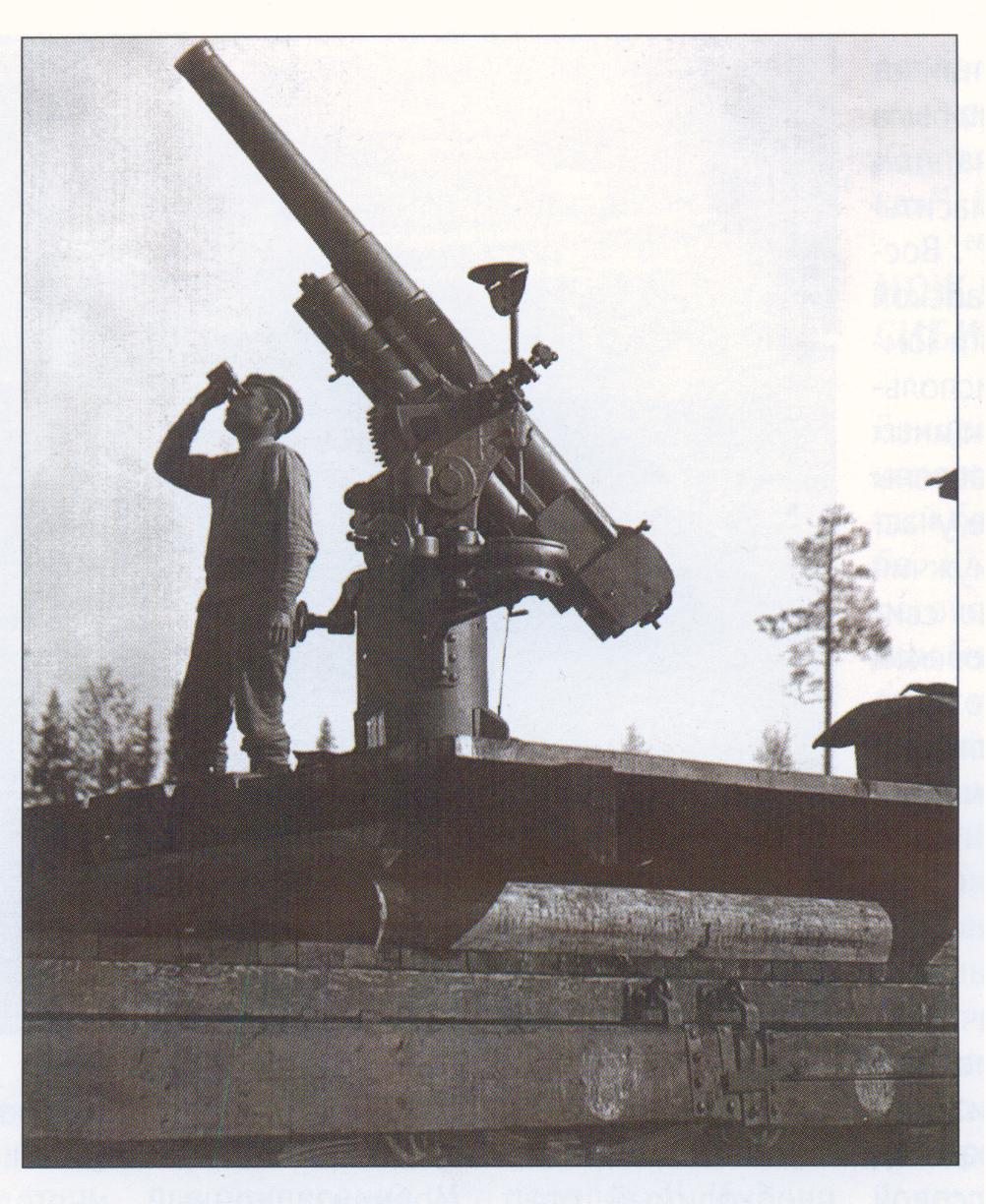
Зенитное орудие Лендера на платформе. 1919 год.

Франц Францевич Лендер (12 [24] апреля 1881, местечко Дунаевцы, Подольская губерния — 14 сентября 1927, Гатчина, Ленинградская область) — российский и советский конструктор артиллерийского вооружения.
Первосоздатель отечественной зенитной артиллерии, изобретатель полуавтоматических орудийных затворов, основоположник теории стрельбы по воздушным быстродвижущимся целям.

## Биография
Родился в семье рабочего-текстильщика, выходца из Чехии.
Окончил Петербургское ремесленное училище Русского технического общества (1903 год) и механическое отделение Петербургского технологического института (1909 год, с отличием).
С 1907 года совмещал учёбу с работой на Путиловском заводе, где спроектировал полуавтоматический клиновой орудийный затвор.
В 1909 году назначен техническим руководителем Артиллерийской технической конторы Путиловского завода. Здесь он разработал ряд артиллерийских систем (57- и 76-мм противоштурмовые орудия, 76-мм короткая пушка); руководил работами по созданию траверзных минных аппаратов для военно-морского ведомства.
В 1914 году совместно с В. В. Тарновским создал первую в России 76-мм зенитную пушку, устанавливавшуюся на шасси грузового автомобиля Русско-Балтийского завода. В 1910-х гг. занимался исследованиями в области теории гироскопа и теории стрельбы по воздушным целям.
С 1918 года в Красной Армии. Помощник начальника Управления по формированию зенитных батарей РККА.
Главный конструктор Артиллерийского комитета (c 1918 года) и член Комиссии особых артиллерийских опытов (КОСАРТОП, в 1919–1924).
С сентября 1919 года — руководитель по проектированию лафетов в Артиллерийской академии, с 1925 — начальник кафедры теории лафетов, профессор Военно-технической академии им. Ф. Э. Дзержинского.
С февраля 1920 года — руководитель Артиллерийского конструкторского бюро (АКБ), созданного им для разработки качественно новой полевой артиллерии всех тактических назначений.
Разработал новую 76-мм полковую пушку образца 1927 года.
Автор первоначального проекта «203-мм гаубицы большой досягаемости», работа над которой была прервана его смертью, и превратившейся впоследствии в знаменитую советскую гаубицу Б-4
Умер 14 сентября 1927 года, похоронен на Новом кладбище Гатчины. Могила сохранилась и охраняется государством.
Сын — Владимир Францевич Лендер — видный конструктор в области артиллерии и ракетно-космической техники.

## Разработки
Руководил разработкой нескольких образцов артиллерийского вооружения (в том числе 76-мм полковой пушки образца 1927, 45-мм батальонной гаубицы образца 1929 года, 122-мм пушки образца 1931, Б-4).
76-мм зенитные пушки конструкции Лендера образца 1914 г. и 1915 г. были защищены патентами № 27773 и 27774, выданными на его имя. До Октябрьской революции пушки выпускались Путиловским заводом (г. Петроград), который выплачивал Лендеру вознаграждение за использование патентов, а также 1 % от стоимости изделий. После 1918 года заказы на зенитную артиллерию для РККА были переданы Московскому орудийному заводу. Всего с начала производства и до 1 октября 1925 года на Московском орудийном заводе было изготовлено 150 зенитных пушек, а по производственной программе 1925–1926 гг. было заказано ещё 80 штук. Премия изобретателю за эти изделия не выплачивалась. В 1923 году Франц Францевич Лендер возбудил перед Комитетом по делам изобретений ходатайство о восстановлении его прав на изобретение зенитных пушек. Комитет признал Лендера действительно изобретателем пушек. 13 апреля 1926 года начальник Артиллерийского управления РККА П. Е. Дыбенко утвердил Журнал артиллерийского комитета, согласно которому предлагалось выкупить у Лендера патенты на 76-мм зенитную пушку за 60 тыс. рублей, при этом 10 тыс. рублей выдать ему немедленно.
Конструкторскую работу совмещал с научной и преподавательской деятельностью. Автор ряда работ по теории стрельбы по быстродвижущимся мишеням, по основам устройства автоматических зенитных прицелов, теории лафетов и другим вопросам проектирования артиллерийских систем.

## Память
- Памятник на могиле на Гатчинском городском кладбище (открыт в 1974 году). На открытие памятника приезжал его сын Владимир[3].

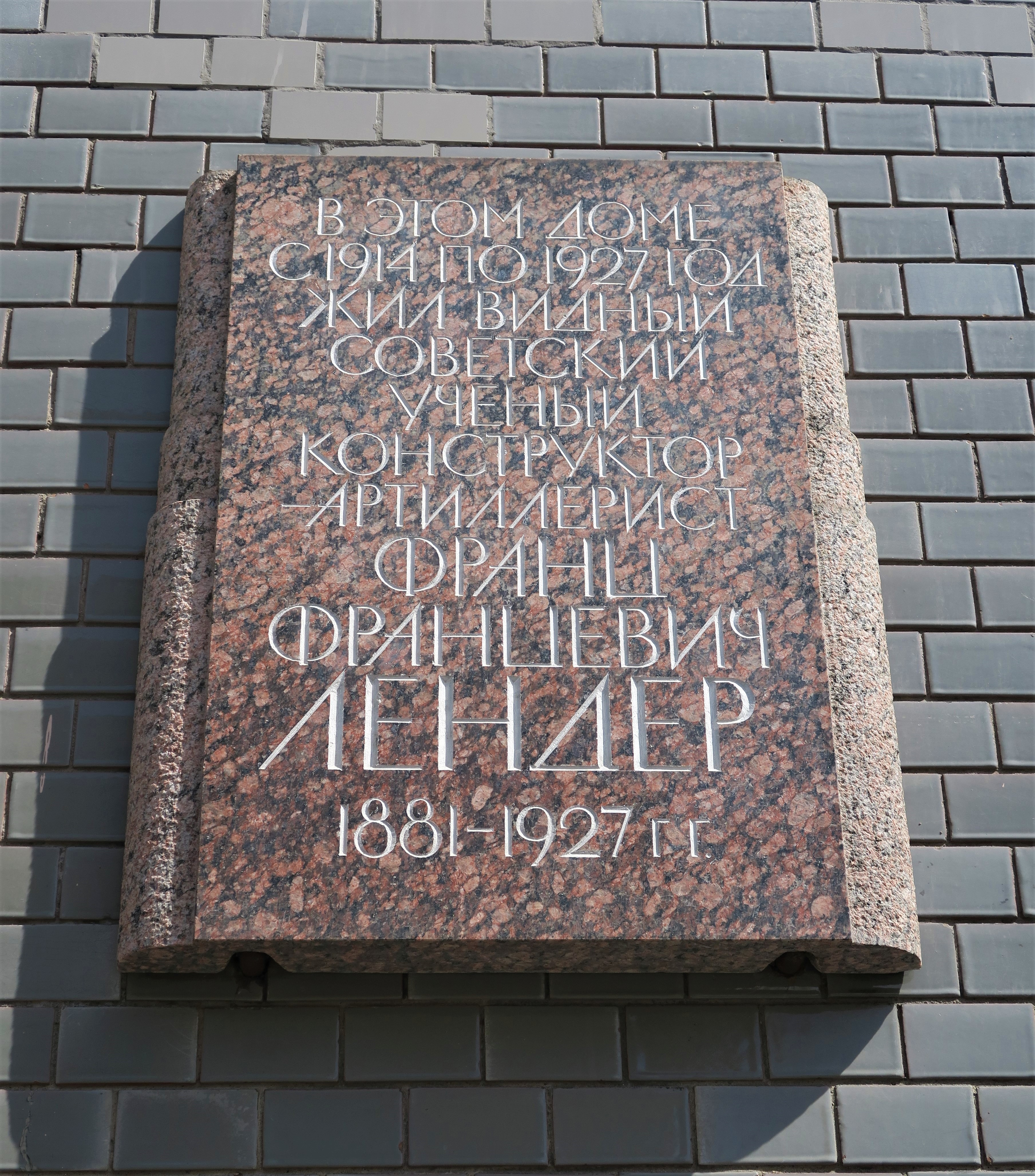
Мемориальная доска Ф. Ф. Лендеру

- Мемориальная доска Ф. Ф. ЛендеруМемориальная доска в Санкт-Петербурге на доме по адресу 6-я Красноармейская ул., дом 27: «В этом доме с 1914 по 1927 год жил видный советский учёный, конструктор-артиллерист Франц Францевич Лендер. 1881–1927 гг.»[4].